# Az-Zaka
Az-Zaka (arab. الزكاة) – miejscowość w Syrii, w muhafazie Hama. W 2004 roku liczyła 1771 mieszkańców.